# Real Fabrica de Tabacos Partagás

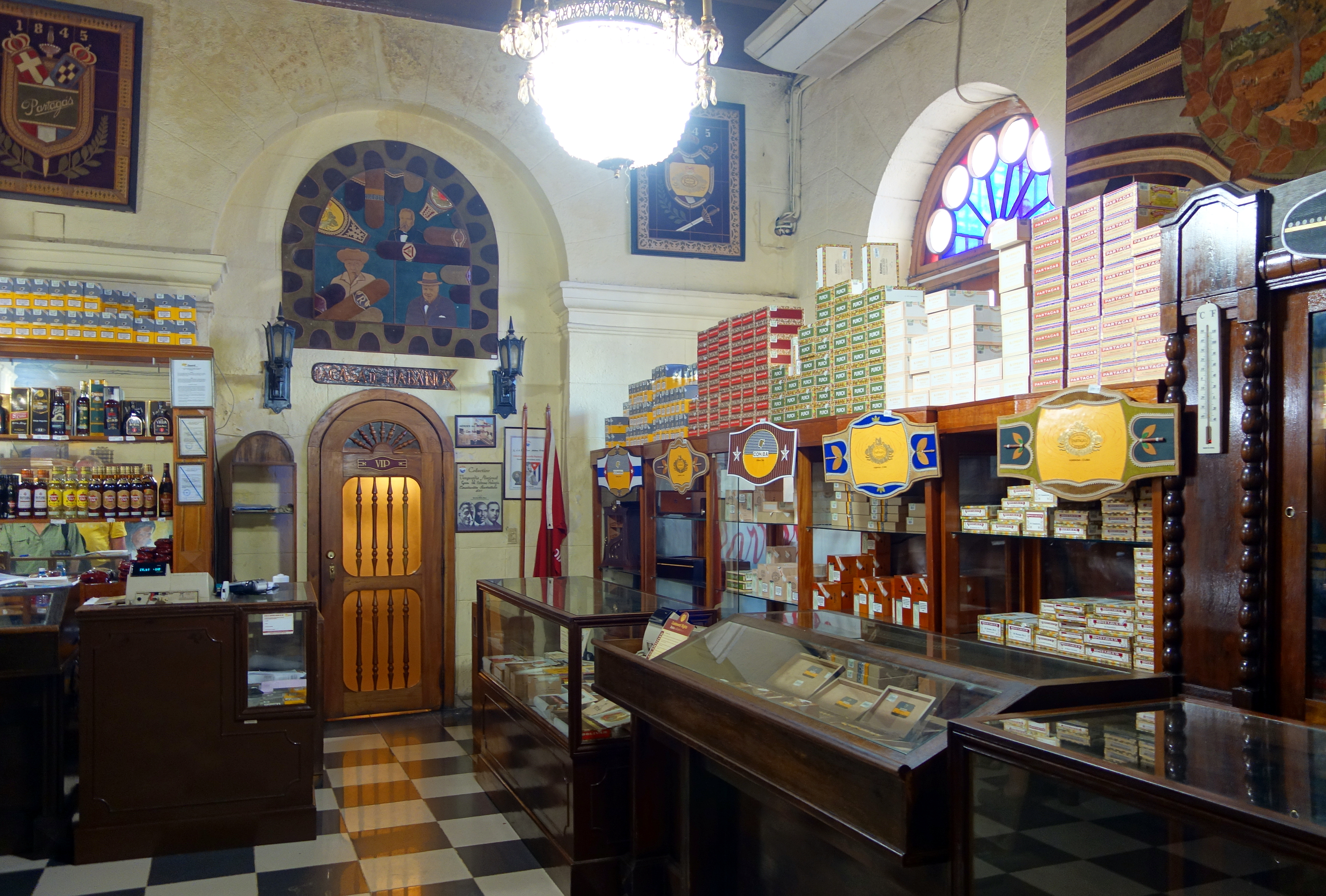
De winkel

De  Real Fabrica de Tabacos Partagás (Nederlands: Koninklijke fabriek van Partagás sigaren) is een gebouw in het centrum van Havana, naast het capitolio, op Calle Industria 520 tussen Calle Barcelona en Calle Dragones. Het ligt ten noorden van Parque de la Fraternidad Americana. In de Partagás sigarenfabriek worden de wereldberoemde Habanos sigaren Montecristos en Cohibas geproduceerd. Het is een van de oudste nog bestaande sigarenfabrieken in heel Cuba.

## Geschiedenis

### Oprichting
De fabriek is in 1845 opgericht door de Spanjaard Jaime Partagas.  Deze veelzijdige ondernemer emigreerde heel jong naar Cuba en stichtte in 1827 met de hulp van de handelaar Juan Conill een kleine tabaksfabriek in Havana. Vanaf het begin had hij de ambitie om een productie op grotere schaal op te zetten, maar hij had niet genoeg kapitaal. Jarenlang wijdde hij zich aan het kopen van grote hoeveelheden land in de regio Vuelta Abajo en werd hij de eigenaar van de meeste en beste tabaksplantages van Cuba. Het duurde 20 jaar voordat hij de interesse van investeerders in zijn project kon krijgen.
Uiteindelijk richtte hij in 1845, met de steun van de aandeelhouders, het bedrijf La Flor de Tabacos de Partagas y Cía op in Havana. Door de mogelijkheid om te kiezen tussen de beste sigaren van Cuba werd het merk een ongelooflijk succes. Bovendien was Jaime Partagás een van de eersten die zich minutieus concentreerde op technieken om de productie van sigaren te verbeteren. Hij maakte vooral gebruik van experimenten met verschillende fermentatie- en tabakverouderingmethoden. De naam werd later veranderd in Real Fábrica de Tobaco Partagás. Deze naam werd gekozen, omdat Jaime Partagás vanwege zijn kwaliteit een leverancier was geworden van sigaren aan de adel en koningshuizen van verschillende landen in Europa en Azië.
Jaime Partagás doodgeschoten op een van zijn Vuelta Abajo-plantages. Er wordt gezegd dat hij werd gedood door een jaloerse rivaal, omdat zij beide verliefd waren op dezelfde vrouw. Na zijn dood nam Ramon Cifuentes het over en groeide het onder zijn leiding verder uit.
Het oorspronkelijke gebouw, met een binnenhof dat momenteel is overdekt, werd aan het begin van de 20e eeuw uitgebreid met de bouw van de bovenste verdieping en een bijgebouw met twee verdiepingen.

### Vanaf de Cubaanse revolutie
In 1959 werd de regering van leider annex dictator Fulgencio Batista omvergeworpen door de revolutie die tot stand werd gebracht door onder andere Fidel Castro en Che Guevara. Onder het gezag van de nieuwe communistische regering werd besloten dat alle organisaties in het bezit van de staat kwamen, zo ook de fabriek van Partagás. Cifuentes werd aangeboden om directeur te worden van de landelijke sigarenindustrie, maar hij weigerde dit. Dit leidde ertoe dat hij in 1961 naar New York vluchhte en in 1974 een fabriek onder dezelfde naam opende op Jamaica. Hier worden sigaren geproduceerd die wel naar de Verenigde Staten kunnen worden geëxporteerd, ondanks het embargo.
Tegenwoordig onderscheidt het gebouw zich van de andere gebouwen vanwege de sierlijke en kleurrijke, kastanjebruin- en roomkleurige, neoklassieke gevel. Het prachtige en luxueuze gebouw in koloniale stijl waarin de fabriek is gevestigd, is in 2013 zorgvuldig gerestaureerd. Het gebouw heeft jaren dienst gedaan als sigarenfabriek, maar de productie is in 2013 verplaatst naar een pand aan de Calle Padre Varela in Havana. Op de nieuwe locatie werken op dit moment ruim 500 medewerkers.

## De lezer
In de Partagás fabriek verscheen de figuur van de 'lezer' voor het eerst. De lezer had de belangrijke taak om dagelijks romans hardop voor te lezen om de sigarenrollers te vermaken terwijl ze aan het werk waren. De verschijning van de lezer in de fabrieken werd zeer gewaardeerd door de sigarenrollers en werd beschouwd als een sociaal en cultureel recht. De lezingen van Cervantes, Dumas en Shakespeare werden zo geaccepteerd dat sommige beroemde sigaren zijn omgedoopt tot Sancho Panza, Montecristo en Romeo y Julieta. Ook de Spaanse essayist en literaire criticus Ramiro de Maeztu (lid van de zogenaamde generatie van '98 en de Grupo de los Tres junto a Azorín y Baroja) werkte tussen 1891 en 1894 als lezer in een fabriek in Havana. Het belang van de rol van de lezer werd gewaardeerd door de lange tijf die het werk in beslag nam. Hoewel de lezer een belangrijk cultureel boegbeeld is in de sigarenfabrieken in Cuba heeft deze tegenwoordig plaats moeten maken voor zijn hightech-concurrent: de radio.

## Museum
Momenteel doet de voormalige fabriek dienst als museum. De fabriek kan worden bezocht met een rondleiding, waarbij in verschillende kamers het productieproces van sigaren wordt uitgelegd, wordt verteld hoe de bladeren worden gescheiden en geclassificeerd en hoe de sigaren worden gerold, geperst, gevuld en verpakt. Kaartjes voor de rondleiding worden niet verkocht in het museum zelf. Hiervoor moet men naar een hotel in de buurt. Aangezien de rondleiding druk bezocht is en de plaatsen beperkt zijn, kan men het beste enkele dagen van tevoren reserveren.